# Genevieve Valentine
Pour les articles homonymes, voir Valentine.
Œuvres principales
- Série Persona

Genevieve Valentine, née le 1er juillet 1981, est une écrivaine américaine de science-fiction et de fantasy.

## Biographie
Genevieve Valentine est issue d'une famille de militaires et change souvent de résidence durant son enfance. Elle étudie à la George Mason University et obtient un diplôme d'Anglais. Après ses études, elle exerce diverses professions, notamment assistante de direction.
Son premier roman, Mechanique: A tale of the Circus Tresaulti, remporte le prix Crawford pour un premier roman de fantasy, et est finaliste pour le prix Nebula du meilleur roman.
Elle écrit la série Persona pour Saga Press (édité par Navah Wolfe), composée de deux romans de science-fiction, Persona (2015) et Icon (2016).
De 2014 à 2015, Genevieve Valentine scénarise une série de DC Comics mettant en vedette Catwoman, travaillant avec les artistes Garry Brown et David Messina (en). Par la suite, elle travaille sur Batman and Robin Eternal en tant que scénariste.
En plus de son travail de fiction, elle est une blogueuse prolifique et auteur de nombreuses critiques de films. Ses essais et critiques ont paru dans divers magazines et journaux comme  Strange Horizons, LA Review of Books ou The New York Times.

## Œuvres

### SériePersona
1. (en) Persona, 2015
2. (en) Icon, 2016

### Romans indépendants
- (en) Mechanique: A Tale of the Circus Tresaulti, 2011
- (en) Terrain, 2013
- (en) The Insects of Love, 2014
- (en) Dream Houses, 2014
- (en) The Girls at the Kingfisher Club, 2014

### Comics
- 2014 - 2015 : Catwoman (DC Comics)
- 2015 - 2016 : Batman & Robin Eternal (DC Comics)
- 2016 : Xena: Warrior Princess
- 2022 : Two Graves (Image Comics)